# Olympische Sommerspiele 2020/Leichtathletik – 3000 m Hindernis (Frauen)
Der 3000-Meter-Hindernislauf der Frauen bei den Olympischen Spielen 2020 in Tokio wurde vom 1. bis 4. August 2021 im Nationalstadion ausgetragen.
Olympiasiegerin wurde Peruth Chemutai aus Uganda. Silber gewann die US-Amerikanerin Courtney Frerichs und Bronze ging an die Kenianerin Hyvin Kiyeng.

## Aktuelle Titelträgerinnen
| Olympiasiegerin                        | Ruth Jebet ( Bahrain)          | 8:59,75 min | Rio de Janeiro 2016 |
| Weltmeisterin                          | Beatrice Chepkoech ( Kenia)    | 8:57,84 min | Doha 2019           |
| Europameisterin                        | Gesa Felicitas Krause ( GER)   | 9:19,18 min | Berlin 2018         |
| Nord-/Zentralamerika-/Karibikmeisterin | Mel Lawrence ( USA)            | 9:45,36 min | Toronto 2018        |
| Südamerikameisterin                    | Tatiane da Silva ( Brasilien)  | 9:45,52 min | Lima 2019           |
| Asienmeisterin                         | Winfred Mutile Yavi ( Bahrain) | 9:46,18 min | Doha 2019           |
| Afrikameisterin                        | Beatrice Chepkoech ( Kenia)    | 8:59,88 min | Asaba 2018          |
| Ozeanienmeisterin                      | Paige Campbell ( Australien)   | 9:46,40 min | Townsville 2019     |

## Rekorde

### Bestehende Rekorde
| Weltrekord         | Beatrice Chepkoech ( Kenia) | 8:44,32 min | Monaco                                | 20. Juli 2018   |
| Olympischer Rekord | Gulnara Galkina ( Russland) | 8:58,81 min | Finale OS Peking, Volksrepublik China | 17. August 2008 |

Der bestehende olympische Rekord, wurde bei diesen Spielen nicht erreicht. Mit ihrer Zeit von 9:01,45 min verfehlte Olympiasiegerin Peruth Chemutai aus Uganda im Finale am 4. August den Rekord um 2,64 Sekunden. Zum Weltrekord fehlten ihr 17,13 Sekunden.

### Rekordverbesserungen
Es wurden sechs Landesrekorde aufgestellt:
- 9:22,64 min – Geneviève Lalonde (Kanada), erster Vorlauf am 1. August
- 9:36,43 min – Tatiane da Silva (Brasilien), zweiter Vorlauf am 1. August
- 9:01,45 min – Peruth Chemutai (Uganda), Finale am 4. August
- 9:14,84 min – Maruša Mišmaš Zrimšek (Slowenien), Finale am 4. August
- 9:19,68 min – Elizabeth Bird (Großbritannien), Finale am 4. August
- 9:22,40 min – Geneviève Lalonde (Kanada), Finale am 4. August

## Vorrunde
Die Vorrunde wurde in drei Läufen durchgeführt. Für das Finale qualifizierten sich pro Lauf die ersten drei Athletinnen (hellblau unterlegt). Darüber hinaus kamen die sechs Zeitschnellsten, die sogenannten Lucky Loser (hellgrün unterlegt), weiter.

### Lauf 1

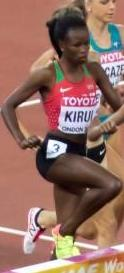
Purity Cherotich Kirui – ausgeschieden als Fünfte des ersten Vorlaufs
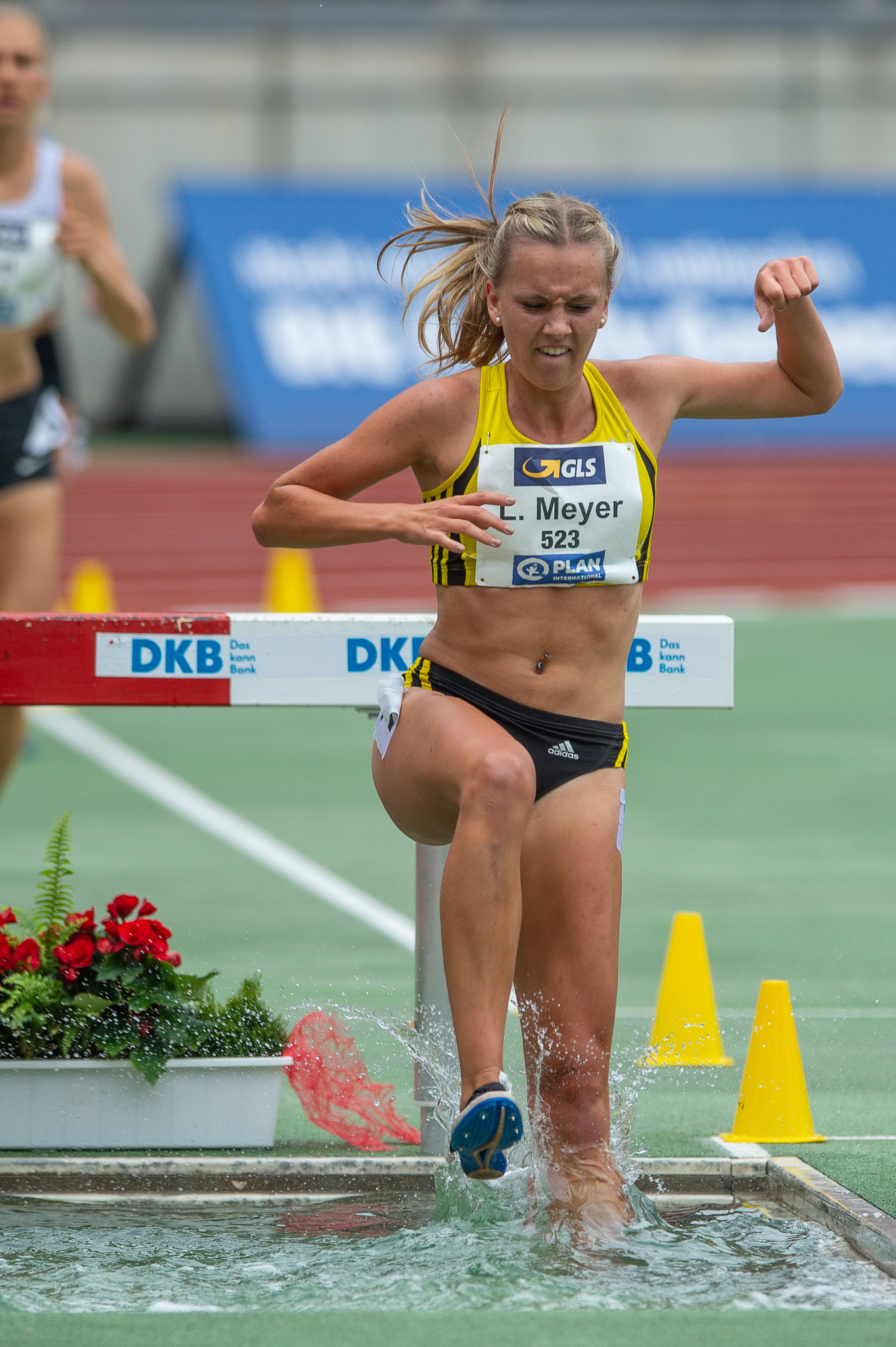
Lea Meyer – ausgeschieden als Siebte des ersten Vorlaufs

1. August 2021, 09:40 Uhr (2:40 Uhr MESZ)
| Platz | Name                   | Nation              | Zeit (min) | Anmerkung |
| ----- | ---------------------- | ------------------- | ---------- | --------- |
| 1     | Winfred Mutile Yavi    | Bahrain             | 9:10,80    |           |
| 2     | Peruth Chemutai        | Uganda              | 9:12,72    | SB        |
| 3     | Emma Coburn            | USA                 | 9:16,91    |           |
| 4     | Geneviève Lalonde      | Kanada              | 9:22,64    | NR        |
| 5     | Purity Cherotich Kirui | Kenia               | 9:30,13    |           |
| 6     | Marwa Bouzayani        | Tunesien            | 9:31,25    | PB        |
| 7     | Lea Meyer              | Deutschland         | 9:33,00    |           |
| 8     | Xu Shuangshuang        | Volksrepublik China | 9:34,92    |           |
| 9     | Michelle Finn          | Irland              | 9:36,26    |           |
| 10    | Lomi Muleta            | Äthiopien           | 9:45,81    |           |
| 11    | Natalija Strebkowa     | Ukraine             | 9:49,15    |           |
| 12    | Belén Casetta          | Argentinien         | 9:52,89    |           |
| 13    | Georgia Winkcup        | Australien          | 9:59,29    |           |
| 14    | Simone Ferraz          | Brasilien           | 10:00,92   |           |

Weitere im ersten Vorlauf ausgeschiedene Hindernisläuferinnen:

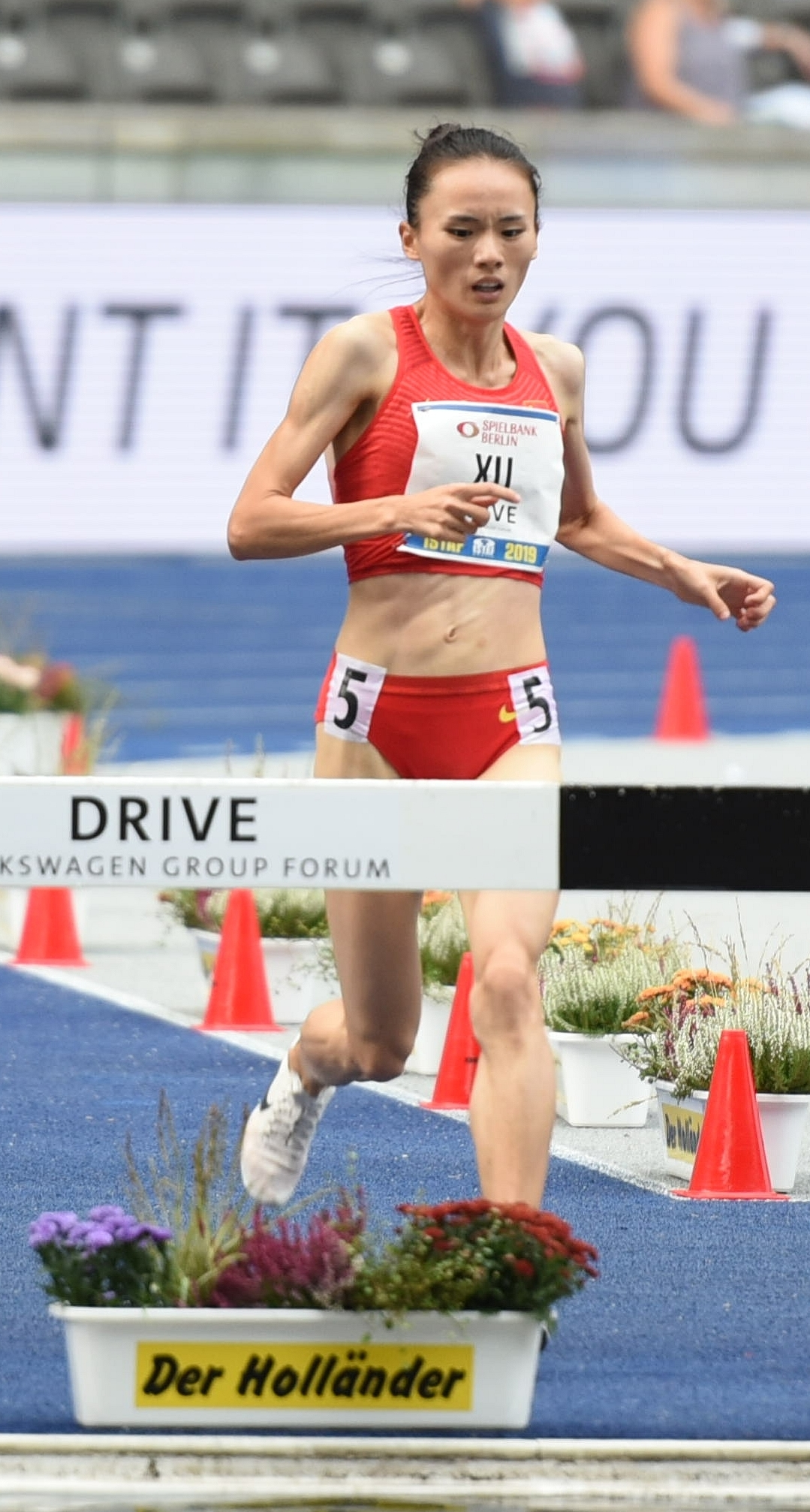
Xu Shuangshuang – Rang acht
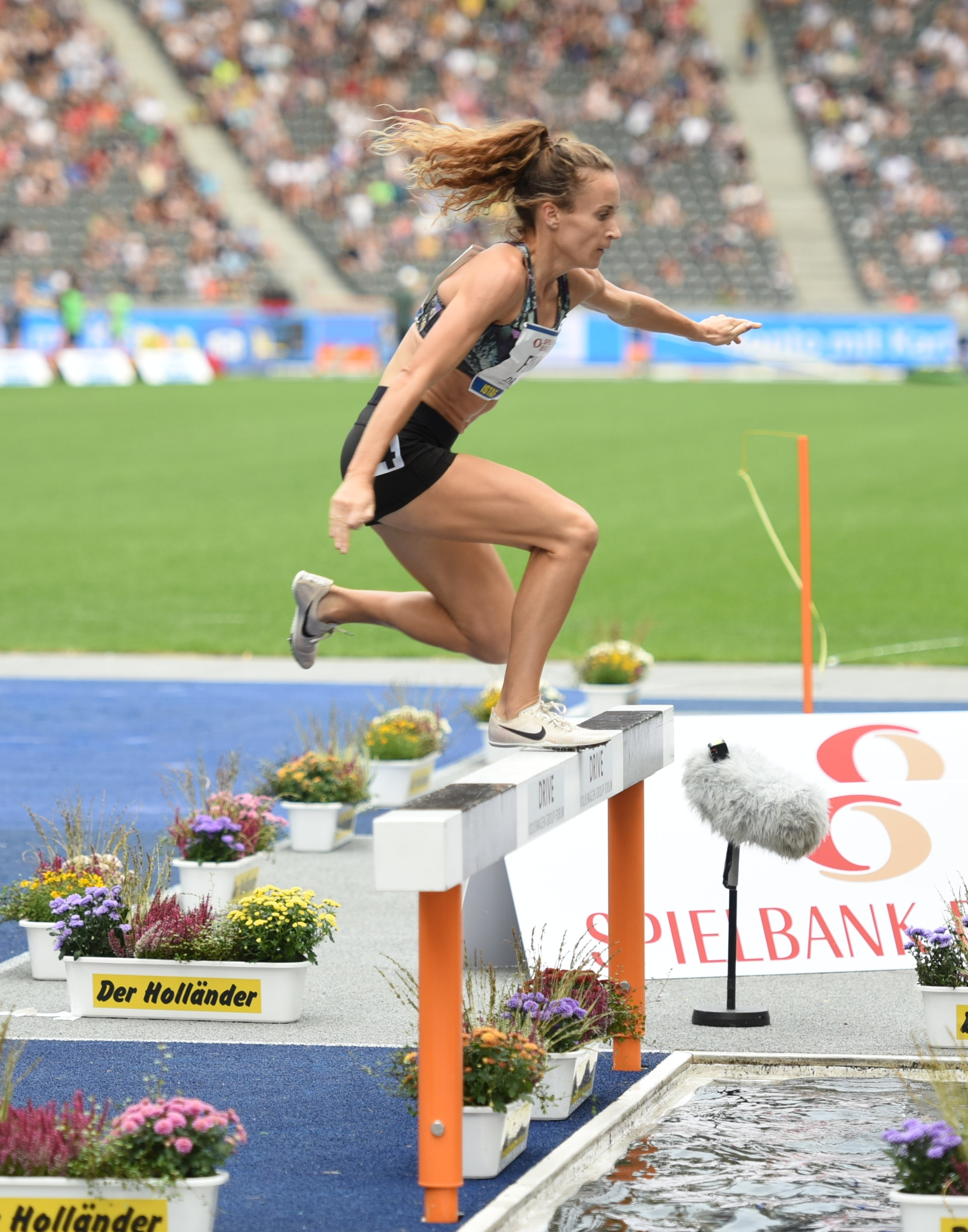
Michelle Finn – Rang neun
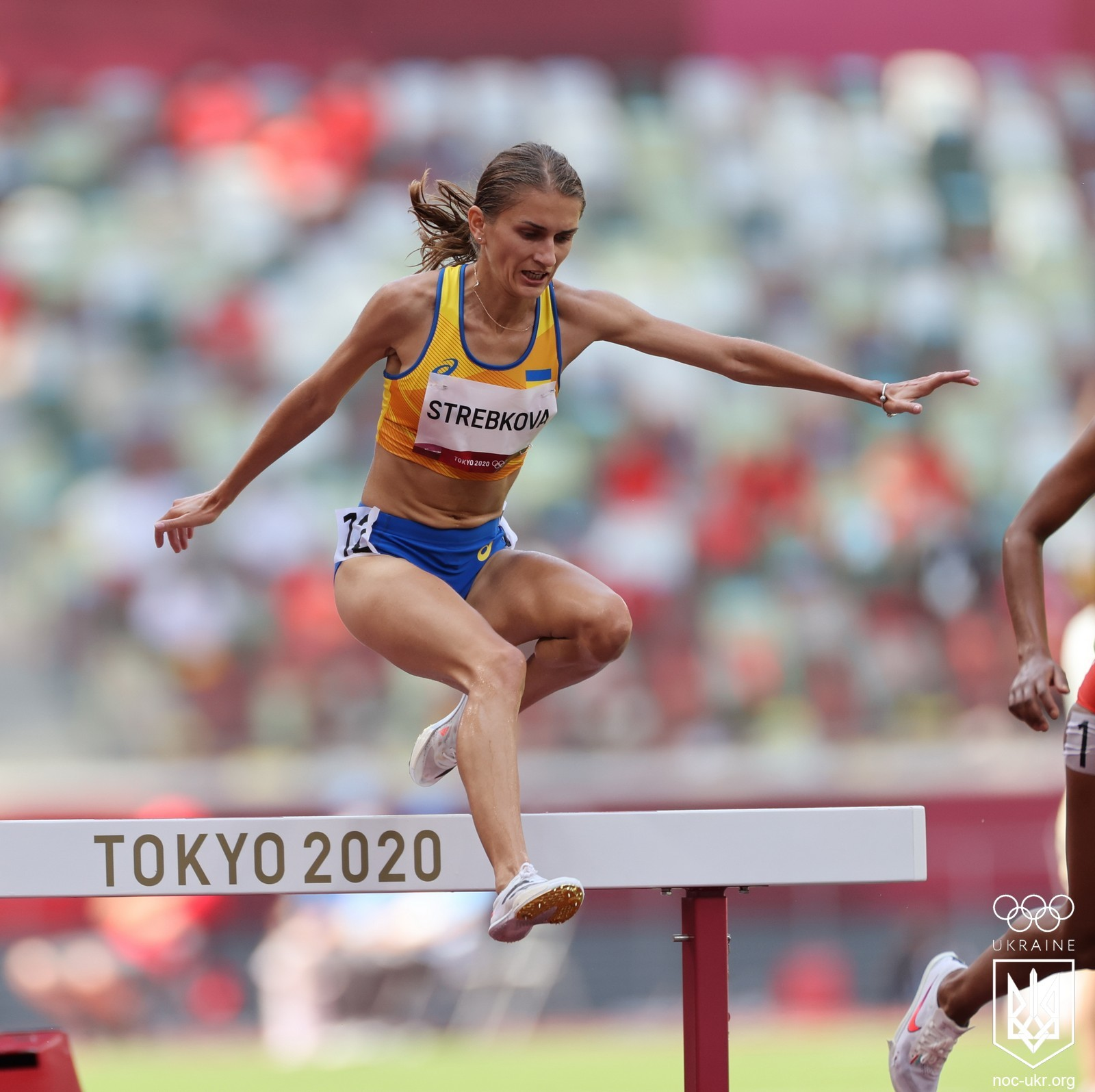
Natalija Strebkowa – Rang elf
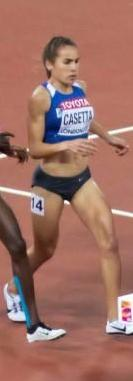
Belén Casetta – Rang zwölf

### Lauf 2

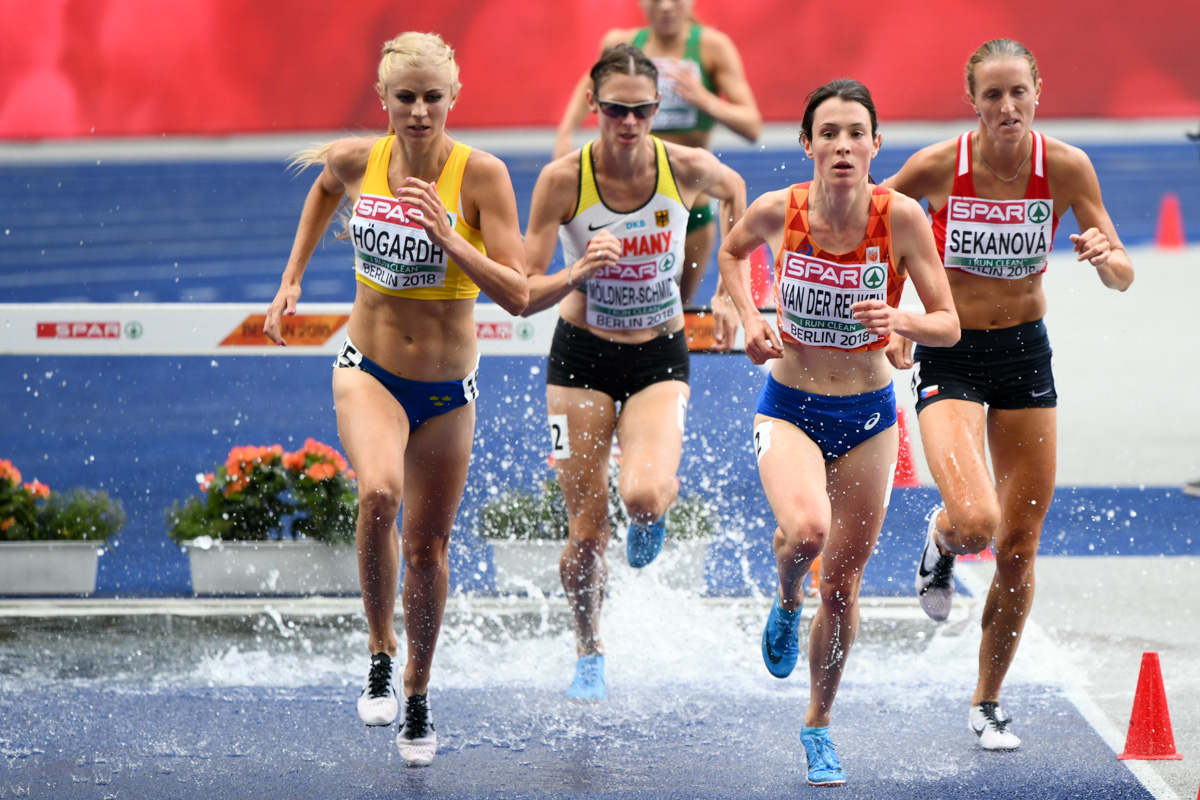
Irene van der Reijken (Zweite von rechts) – ausgeschieden als Neunte des zweiten Vorlaufs
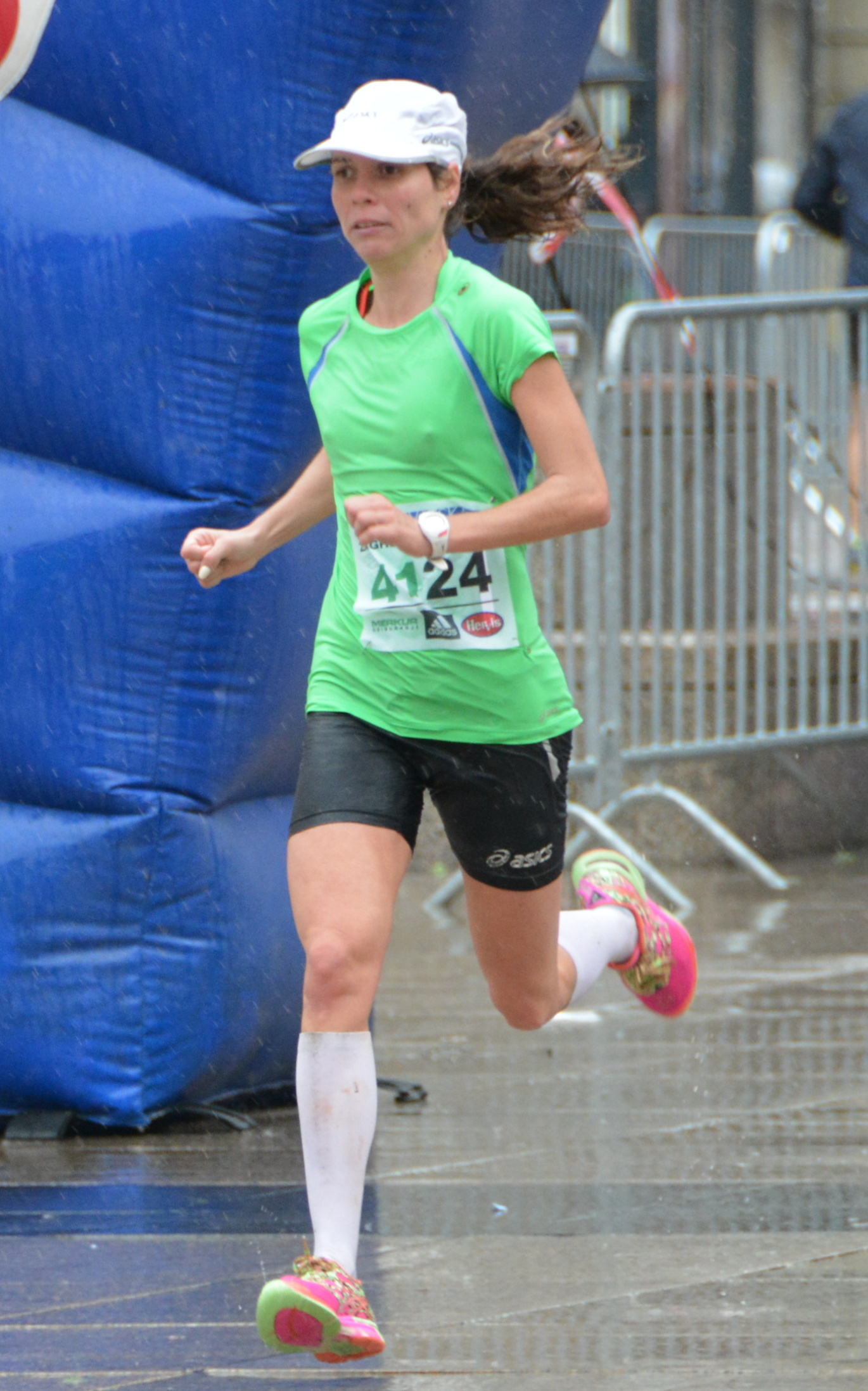
Zita Kácser – ausgeschieden als Dreizehnte des zweiten Vorlaufs

1. August 2021, 09:55 Uhr (2:55 Uhr MESZ)
| Platz | Name                  | Nation         | Zeit (min) | Anmerkung |
| ----- | --------------------- | -------------- | ---------- | --------- |
| 1     | Courtney Frerichs     | USA            | 9:19,34    |           |
| 2     | Gesa Felicitas Krause | Deutschland    | 9:19,62    |           |
| 3     | Beatrice Chepkoech    | Kenia          | 9:19,82    |           |
| 4     | Zerfe Wondemagegn     | Äthiopien      | 9:20,01    |           |
| 5     | Luiza Gega            | Albanien       | 9:23,85    | SB        |
| 6     | Genevieve Gregson     | Australien     | 9:26,11    |           |
| 7     | Tatiane da Silva      | Brasilien      | 9:36,43    | NR        |
| 8     | Regan Yee             | Kanada         | 9:41,14    |           |
| 9     | Irene van der Reijken | Niederlande    | 9:42,98    |           |
| 10    | Yuno Yamanaka         | Japan          | 9:43,83    |           |
| 11    | Aimee Pratt           | Großbritannien | 9:47,56    |           |
| 12    | Aneta Konieczek       | Polen          | 10:07,25   |           |
| 13    | Zita Kácser           | Ungarn         | 10:43,99   |           |

### Lauf 3

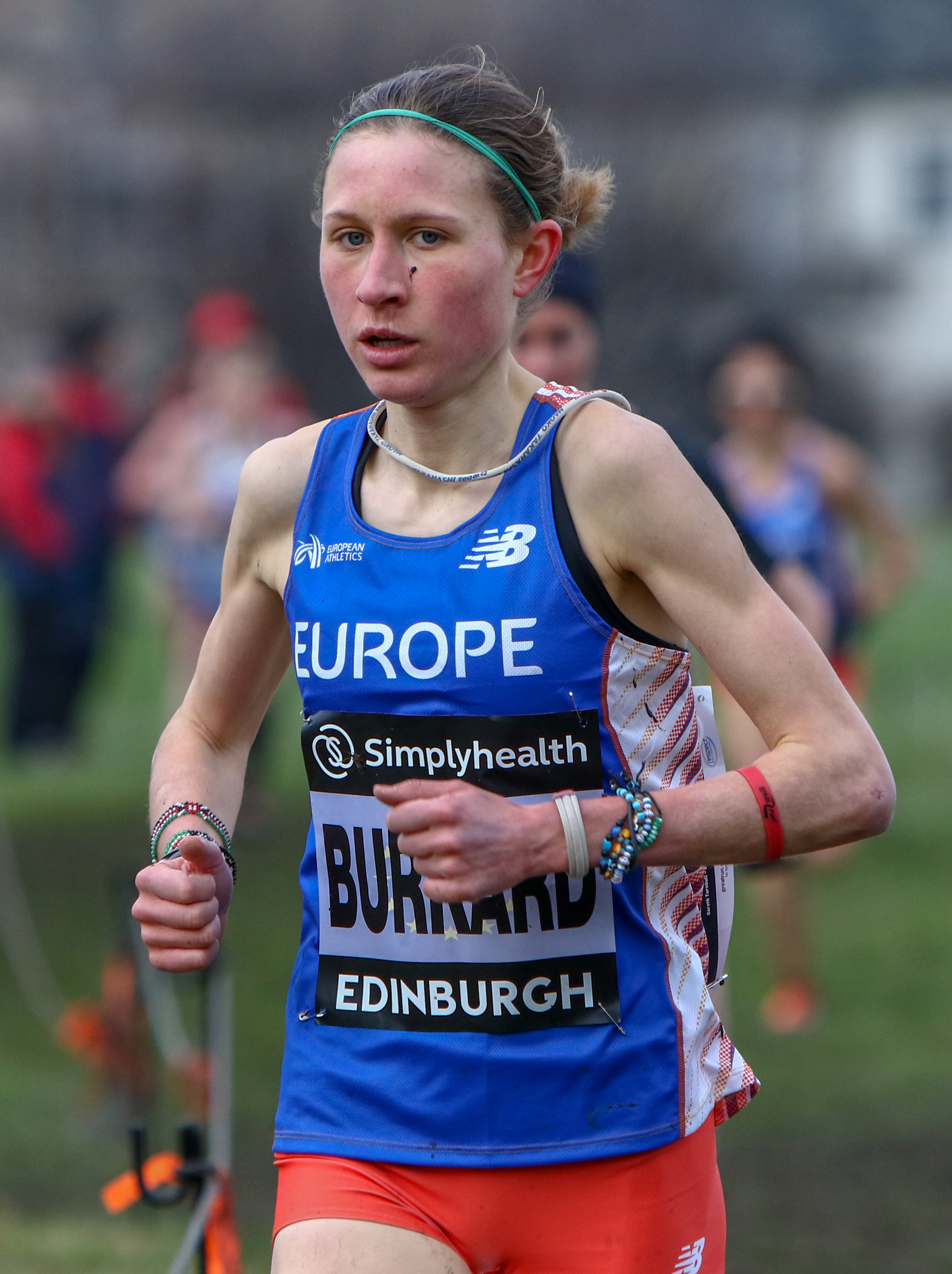
Elena Burkard – ausgeschieden als Sechste des dritten Vorlaufs
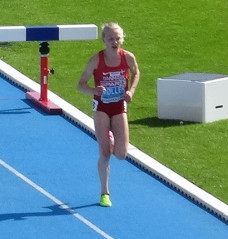
Anna Emilie Møller – ausgeschieden als Neunte des dritten Vorlaufs
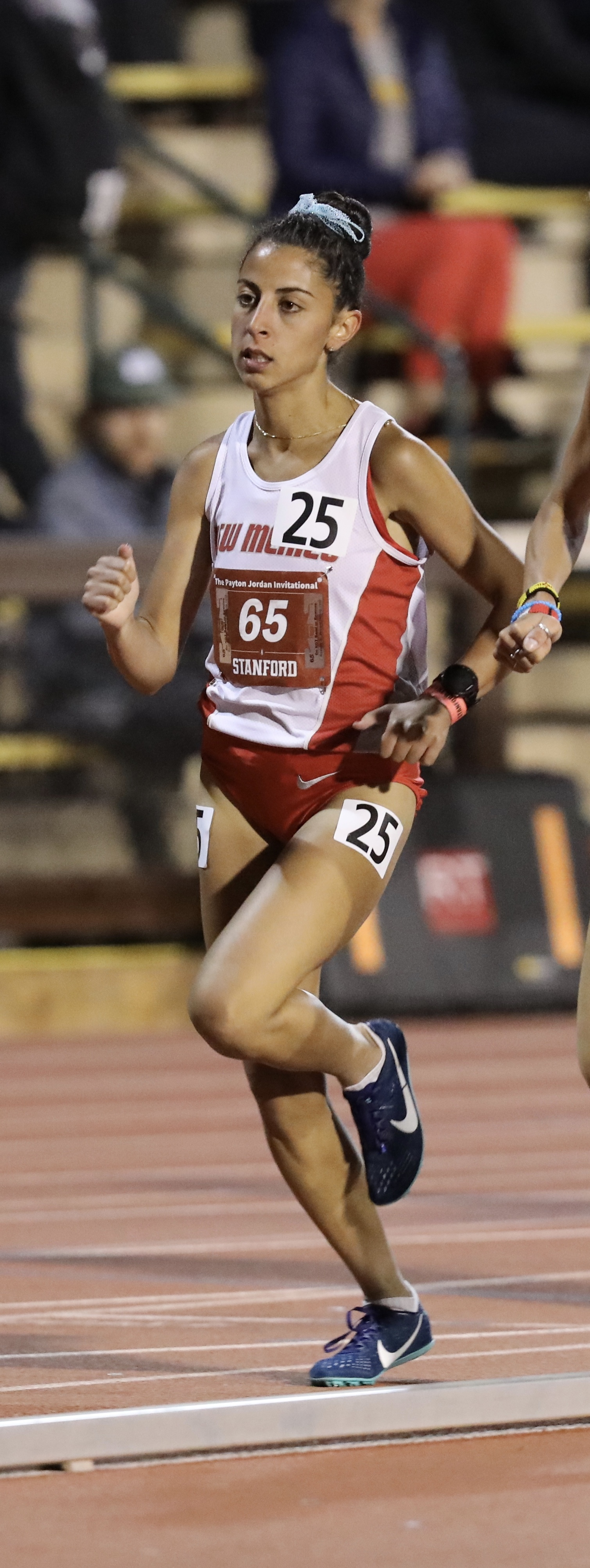
Adva Cohen – ausgeschieden als Vierzehnte des dritten Vorlaufs

1. August 2021, 10:10 Uhr (3:10 Uhr MESZ)
| Platz | Name                  | Nation         | Zeit (min) | Anmerkung                    |
| ----- | --------------------- | -------------- | ---------- | ---------------------------- |
| 1     | Hyvin Kiyeng          | Kenia          | 9:23,17    |                              |
| 2     | Maruša Mišmaš Zrimšek | Slowenien      | 9:23,36    |                              |
| 3     | Mekides Abebe         | Äthiopien      | 9:23,95    |                              |
| 4     | Valerie Constien      | USA            | 9:24,31    |                              |
| 5     | Elizabeth Bird        | Großbritannien | 9:24,34    |                              |
| 6     | Elena Burkard         | Deutschland    | 9:30,64    |                              |
| 7     | Lili Anna Tóth        | Ungarn         | 9:30,96    | PB                           |
| 8     | Alicja Konieczek      | Polen          | 9:31,79    |                              |
| 9     | Anna Emilie Møller    | Dänemark       | 9:31,99    | SB                           |
| 10    | Alycia Butterworth    | Kanada         | 9:34,25    |                              |
| 11    | Amy Cashin            | Australien     | 9:34,67    |                              |
| 12    | Eilish Flanagan       | Irland         | 9:34,86    | PB                           |
| 13    | Carolina Robles       | Spanien        | 9:45,37    | nach Juryentscheid im Finale |
| 14    | Adva Cohen            | Israel         | 10:05,95   |                              |

## Finale

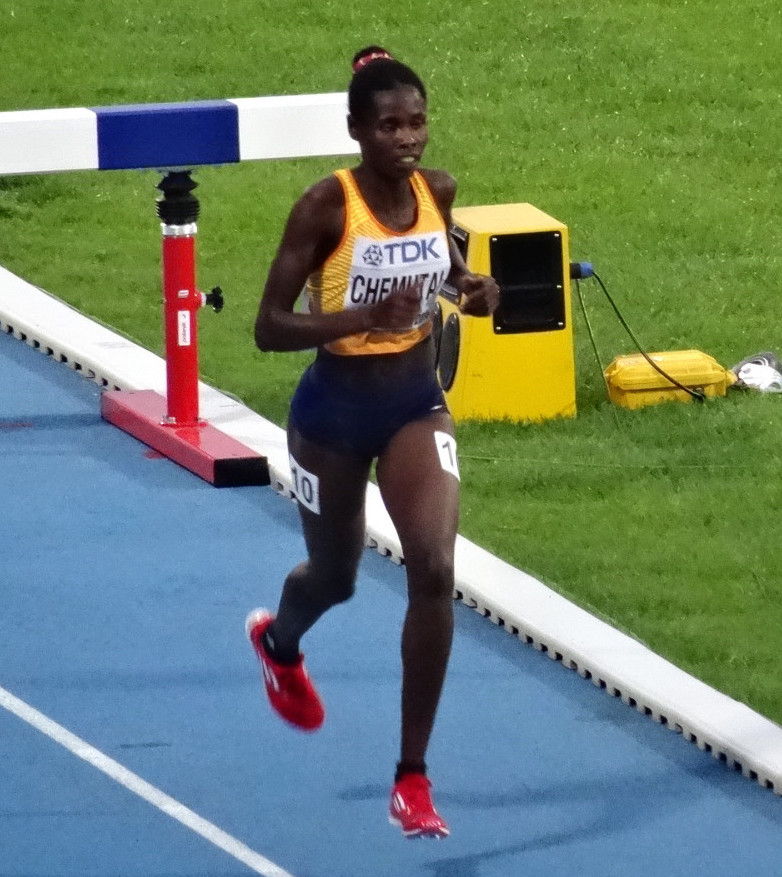
Überraschungsolympiasiegerin Peruth Chemuta

4. August 2021, 20:00 Uhr (13:00 Uhr MESZ)
| Platz | Name                  | Nation         | Zeit (min) | Anmerkung                                |
| ----- | --------------------- | -------------- | ---------- | ---------------------------------------- |
| 1     | Peruth Chemutai       | Uganda         | 9:01,45    | NR                                       |
| 2     | Courtney Frerichs     | USA            | 9:04,79    | SB                                       |
| 3     | Hyvin Kiyeng          | Kenia          | 9:05,39    |                                          |
| 4     | Mekides Abebe         | Äthiopien      | 9:06,16    |                                          |
| 5     | Gesa Felicitas Krause | Deutschland    | 9:14,00    |                                          |
| 6     | Maruša Mišmaš Zrimšek | Slowenien      | 9:14,84    | NR                                       |
| 7     | Beatrice Chepkoech    | Kenia          | 9:16,33    |                                          |
| 8     | Zerfe Wondemagegn     | Äthiopien      | 9:16,41    | PB                                       |
| 9     | Elizabeth Bird        | Großbritannien | 9:19,68    | NR                                       |
| 10    | Winfred Mutile Yavi   | Bahrain        | 9:19,74    |                                          |
| 11    | Geneviève Lalonde     | Kanada         | 9:22,40    | NR                                       |
| 12    | Valerie Constien      | USA            | 9:31,61    |                                          |
| 13    | Luiza Gega            | Albanien       | 9:34,10    |                                          |
| 14    | Carolina Robles       | Spanien        | 9:50,96    |                                          |
| DNF   | Genevieve Gregson     | Australien     |            |                                          |
| DSQ   | Emma Coburn           | USA            |            | IWR Regel 163, TR17.3.2 – Bahnübertreten |

Als Favoritinnen galten vor allem die letzten drei Weltmeisterinnen Beatrice Chepkoech aus Kenia (Weltmeisterin 2019, gleichzeitig Weltrekordinhaberin), die US-Amerikanerin Emma Coburn (Weltmeisterin 2017) und die Kenianerin Hyvin Kiyeng (Weltmeisterin 2015).
In 3:05,18 min wurde der erste Kilometer gelaufen, es führte Peruth Chemutai aus Uganda. Noch war das Feld geschlossen zusammen. Nach weiteren vierhundert Metern ergriff die US-Amerikanerin Courtney Frerichs die Initiative und beschleunigte das Tempo. Der zweite Kilometer wurde in drei Minuten absolviert, das Feld zog sich nun auseinander und Chemutai hielt als einzige Läuferin Kontakt zur US-Amerikanerin. Frerichs blieb bei ihrer Linie und hielt das Tempo weiter hoch. Allmählich tat sich auch zur einzigen Verfolgerin eine Lücke auf. Zwei Runden vor Schluss führte Frerichs mit fünf Metern vor Chemutai, nach weiteren zehn Metern folgten Kiyeng, die Slowenin Maruša Mišmaš Zrimšek, Winfred Mutile Yavi aus Bahrain und Coburn. In der vorletzten Runde änderte sich ganz vorne nicht viel, während Kiyeng als einzige Verfolgerin der beiden Führenden verblieb. Mit deutlichem Abstand folgten dahinter auf den Rängen vier bis sechs Yavi, Mišmaš Zrimšek und die Äthiopierin Mekides Abebe, die aufgeschlossen hatte.
In der Schlussrunde kam Chemutai wieder an Frerichs heran. 250 Meter vor dem Ziel übernahm Peruth Chemutai die Führung, löste sich schnell von der US-Amerikanerin und spurtete über den letzten Wassergraben mit immer größer werdendem Vorsprung als Goldmedaillengewinnerin in 9:01,45 min dem Ziel entgegen. Courtney Frerichs behauptete sich auf dem zweiten Platz und eroberte etwas mehr als drei Sekunden hinter der Olympiasiegerin die Silbermedaille. Eine gute halbe Sekunde zurück errang Hyvin Kiyeng die Bronzemedaille. Vierte wurde Mekides Abebe vor der Deutschen Gesa Felicitas Krause, die mit einer starken Schlussrunde noch auf den fünften Platz kam. Sechste wurde Maruša Mišmaš Zrimšek vor Beatrice Chepkoech.

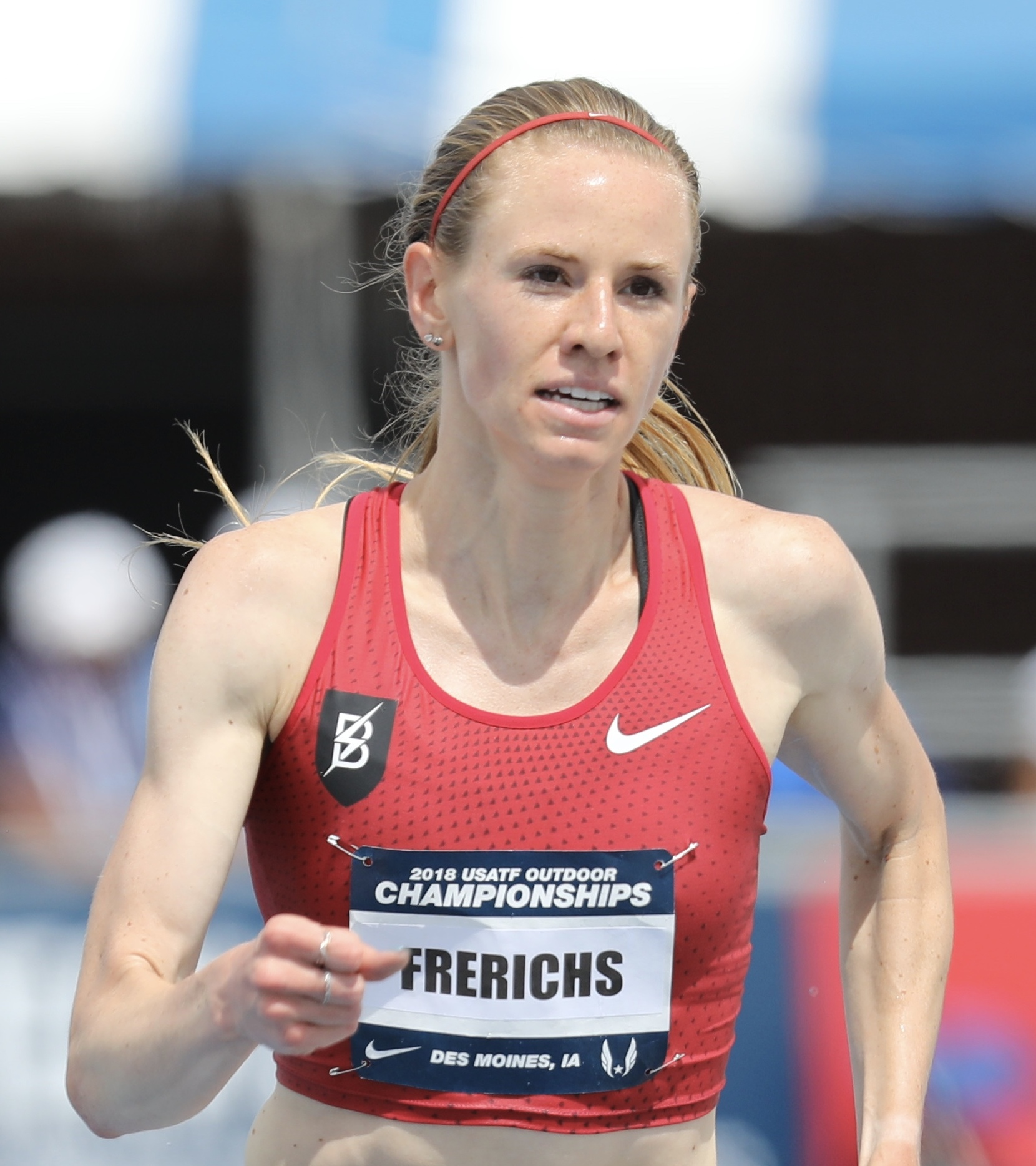
Silbermedaillengewinnerin Courtney Frerichs
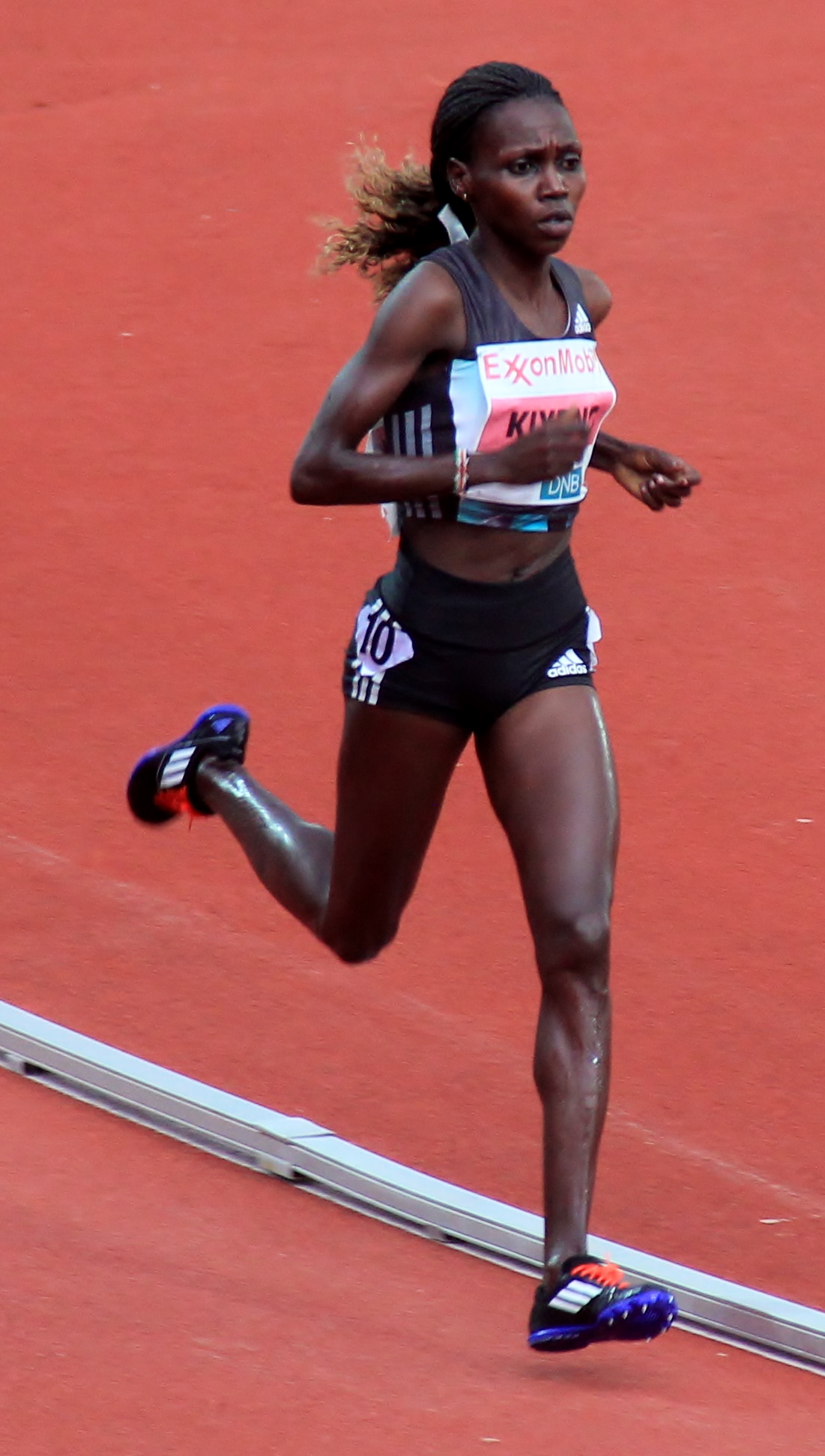
Bronzemedaillengewinnerin Hyvin Kiyeng
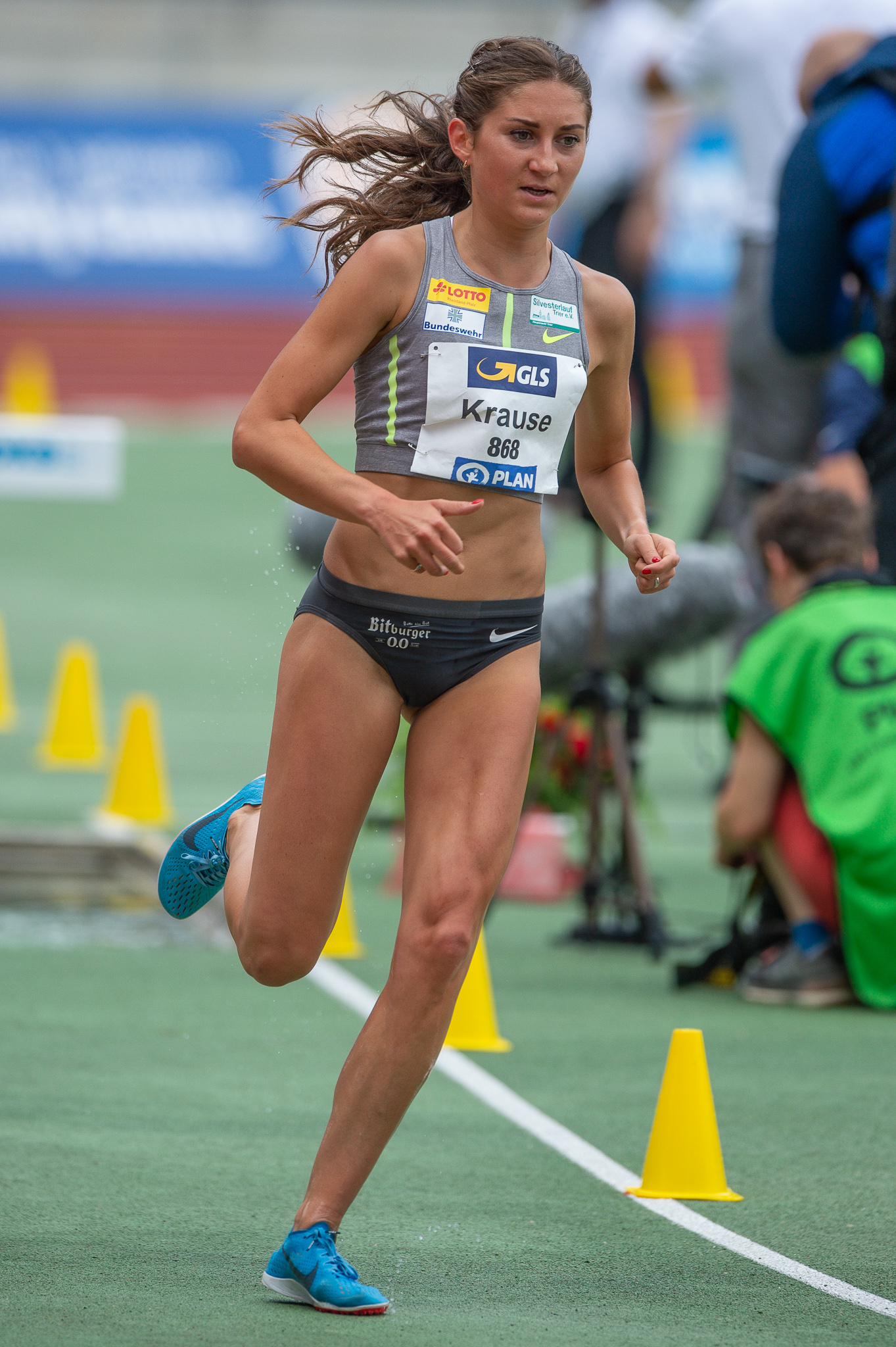
Gesa Felicitas Krause belegte Rang fünf
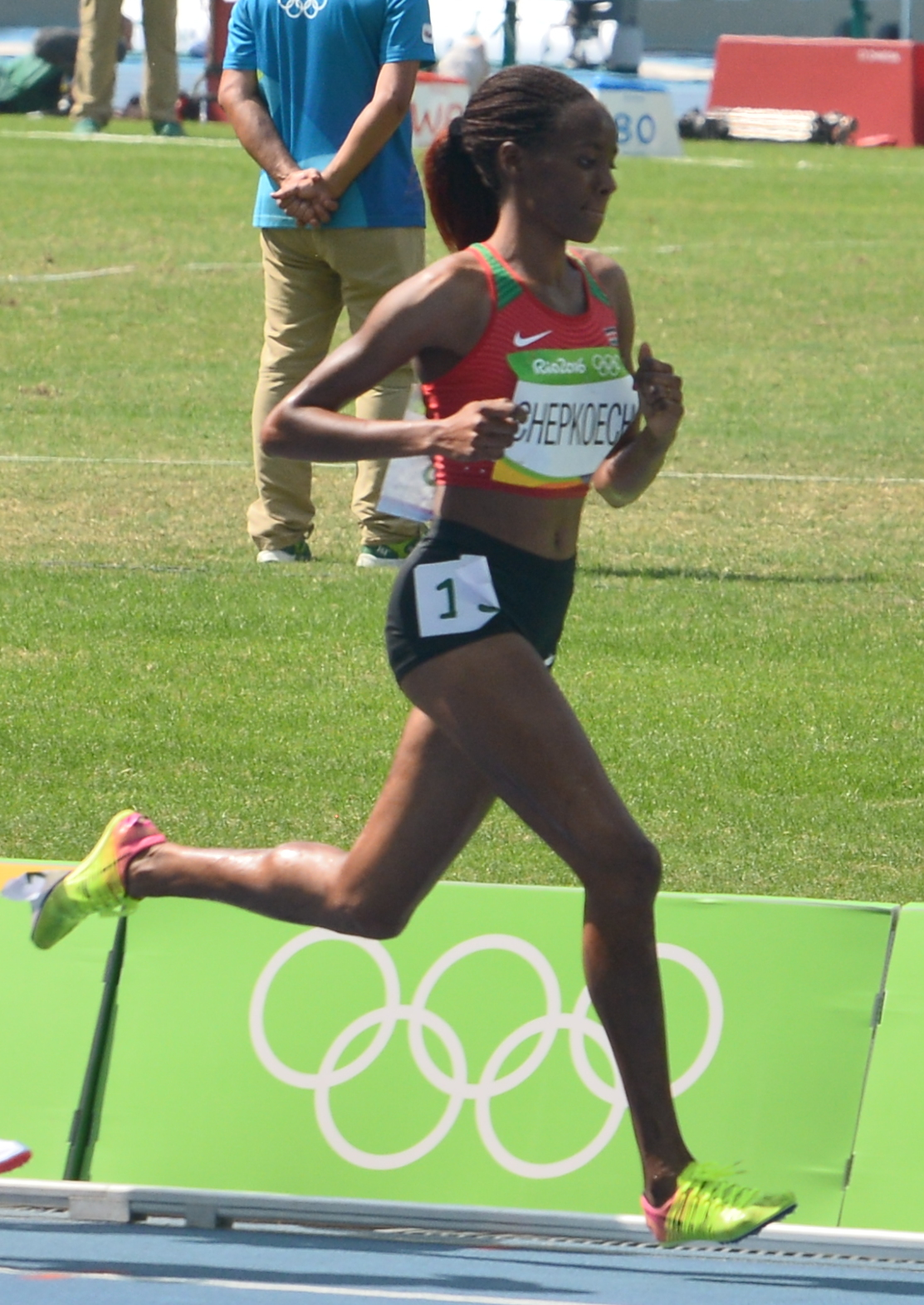
Die siebtplatzierte Beatrice Chepkoech
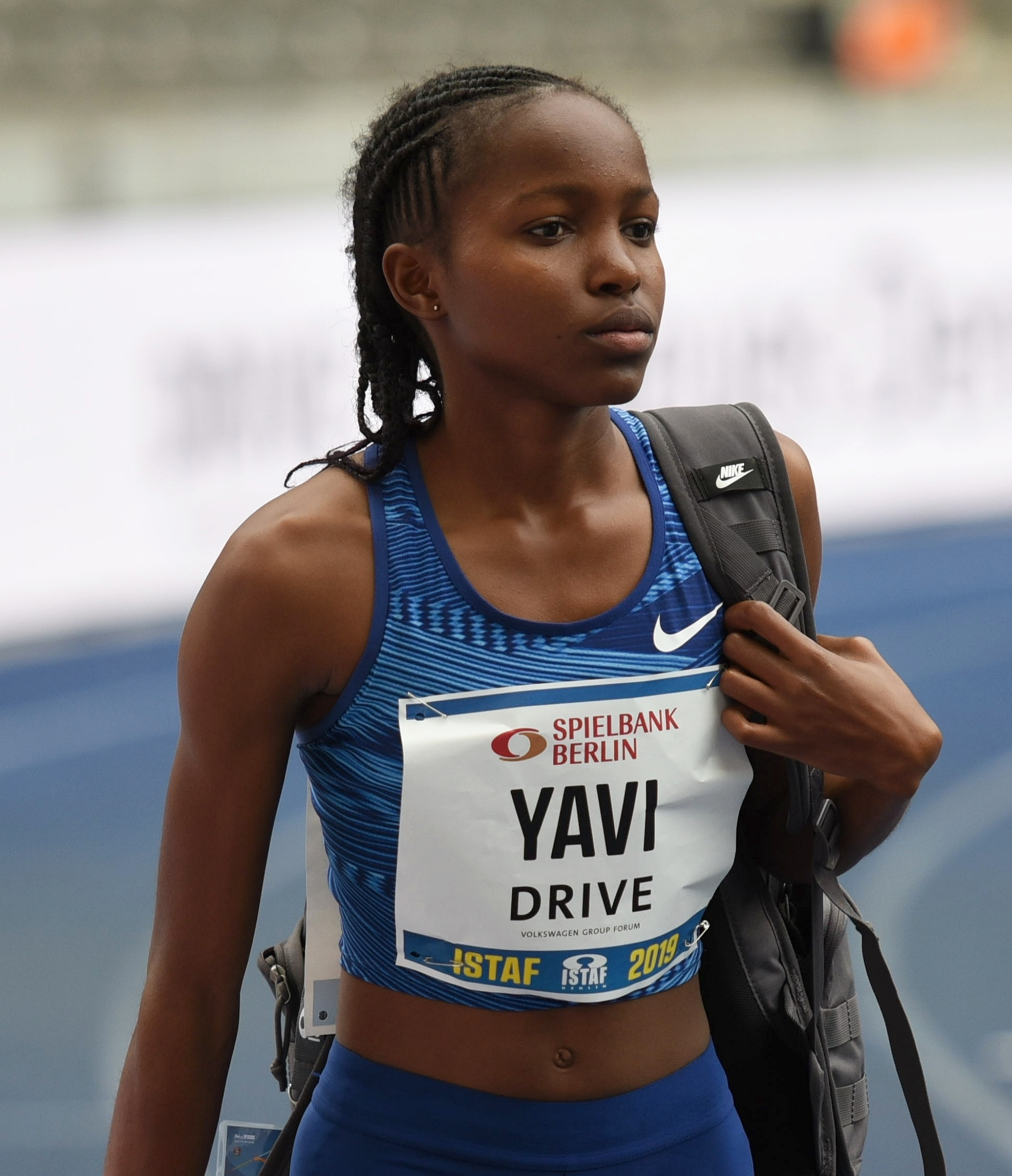
Winfred Mutile Yavi kam auf den zehnten Platz
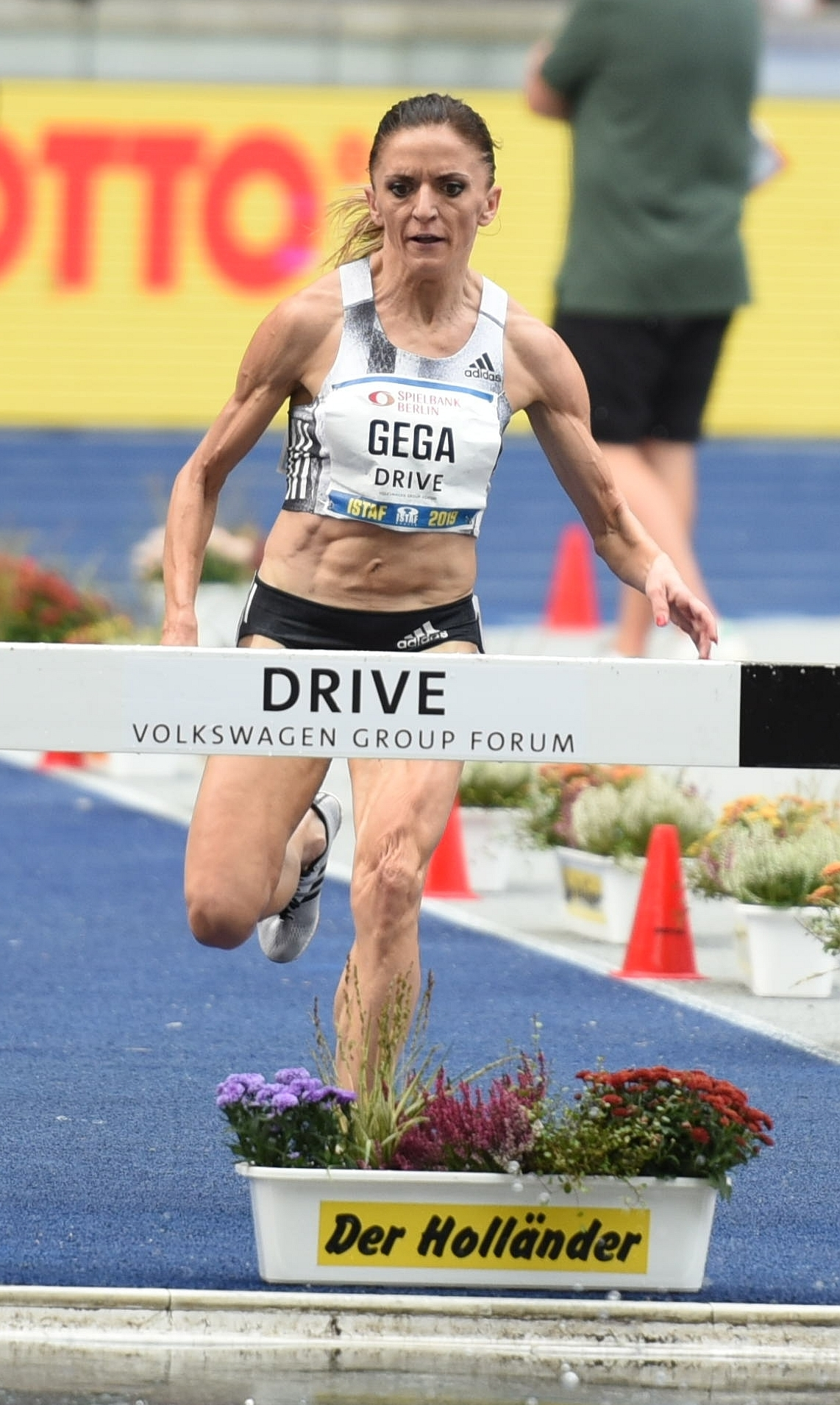
Luiza Gega erreichte Platz dreizehn
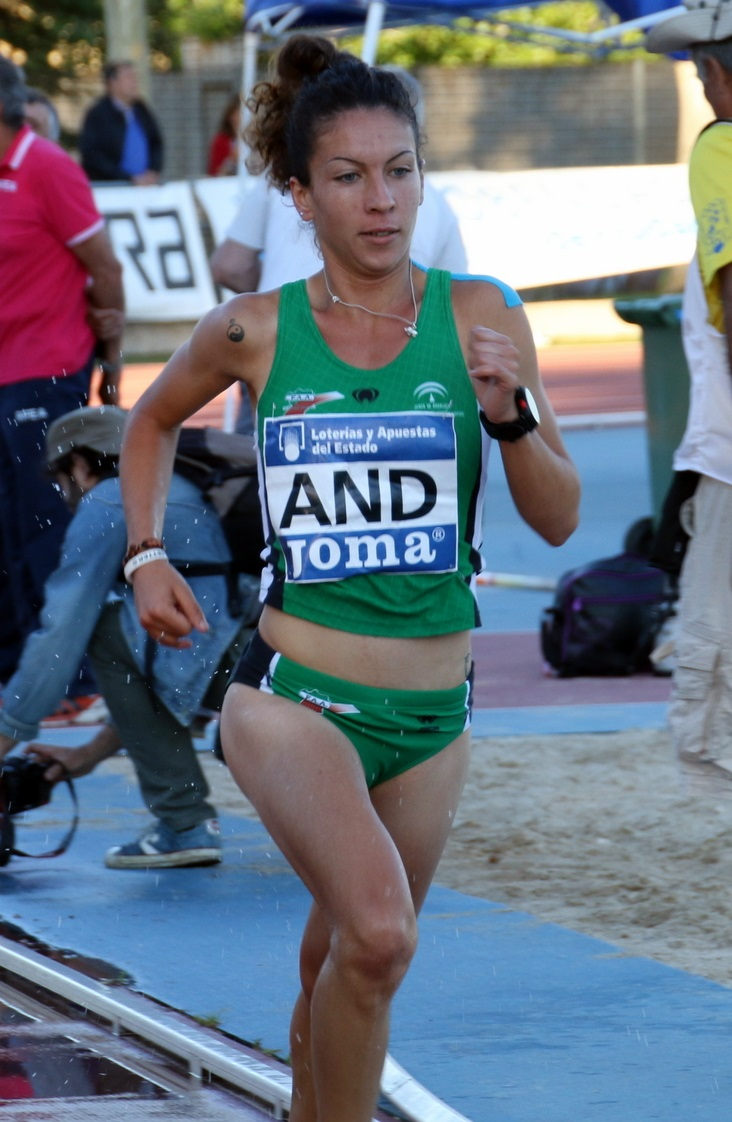
Rang vierzehn für Carolina Robles
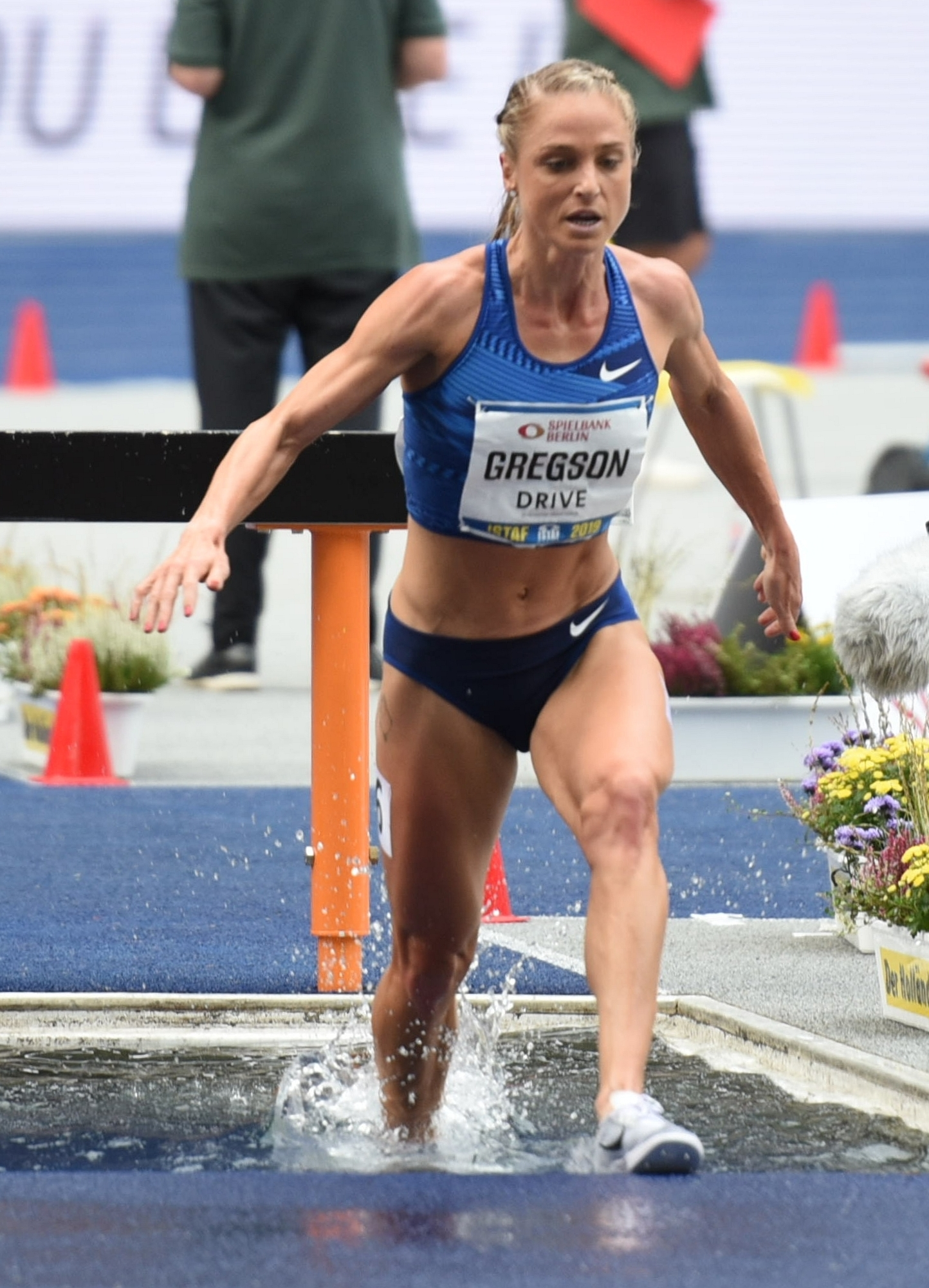
Genevieve Gregson beendete ihr Rennen vorzeitig
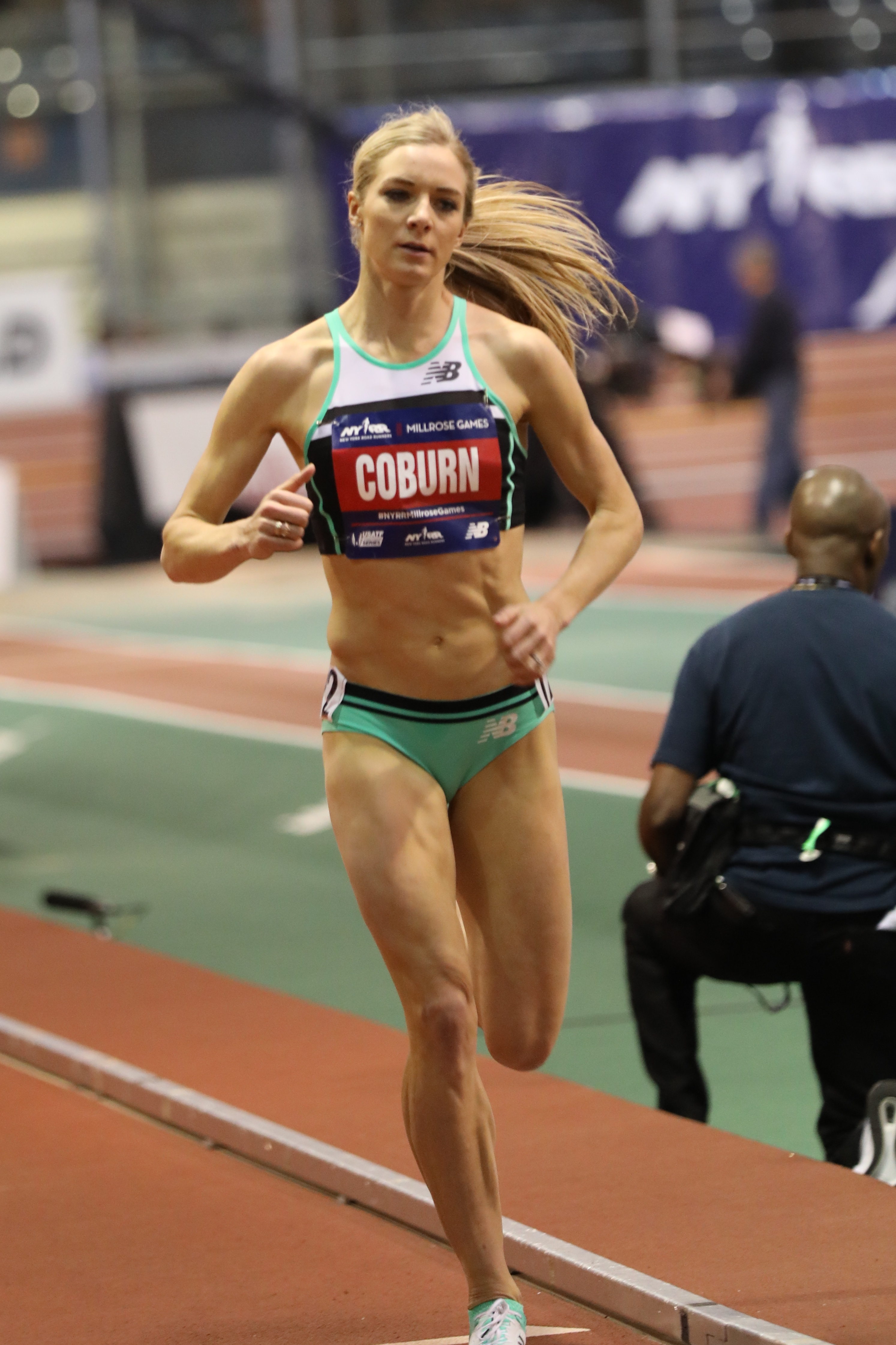
Emma Coburn wurde wegen Bahnübertretung disqualifiziert

## Video
- Women's 3000M Steeplechase Final, Beatrice Chepkoech - World Athletics Championship 2020, youtube.com, abgerufen am 3. Juni 2022